# 家庭教師のトライ
家庭教師のトライ（かていきょうしのトライ）は、株式会社トライグループが運営する家庭教師派遣会社。

## 概要
1987年に、平田修（元会長。元女優の二谷友里恵元社長の夫）が創業した。
2005年4月に、二谷友里恵が代表取締役社長に就任し、教育理念「人は、人が教える。人は、人が育てる。」を掲げ、トライグループの社是として制定する。

## 沿革
- 1987年1月 - 「富山大学トライ（富大トライ）」創業。
- 1990年4月 - 株式会社トライグループ設立。九州地区、甲信越地方進出。
- 1991年3月 - 中国地区進出。
- 1992年3月 - 関西地区、中京地区、東海地区進出。
- 1993年6月 - 北海道地区進出。
- 1993年10月 - 東北地区進出。
- 1997年10月 - 関東地区進出。
- 1999年2月 - 全国47都道府県への直営拠点展開を果たす。
- 2000年4月 - 「個別教室のトライ」事業開始。
- 2005年3月 - eラーニング事業開始。
- 2005年8月 - NPOと連携しひきこもり改善プログラム開始。
- 2010年2月 - 「トライ式高等学院」通信制高校サポート校事業開始。
- 2011年 - 「トライ式医学部合格」「プロスポーツ家庭教師のトライ」開始。
- 2012年6月 - 海外進出企業の社員向け英語教育開始。
- 2013年1月 - 「大人の家庭教師」事業開始。
- 2015年7月 - 「Try IT」事業開始。
- 2016年6月 - 「大阪市塾代助成制度を活用した課外学習支援事業」に参画
- 2020年4月  - AI学習サービス開始。
- 2021年10月11日 - 英投資会社CVC キャピタル・パートナーズが1000億円で買収を検討すると報じられる。
- 2021年11月 - CVC キャピタル・パートナーズが買収のためにSPC（特別目的会社）を設立し創業者の平田修元会長らからトライ株を全株取得。買収額は1100億円と見られる
- 2025年5月23日 - オンライン教材の映像学習サービス「トライイット」にて「水俣病は遺伝する」と誤って表記したとして環境省が訂正を求めた。環境省は、家庭教師のトライを運営するトライグループがオンラインで提供していた教材に『水俣病が恐ろしいのは、遺伝してしまうことです』と誤って表記したことについて、患者団体などでつくる水俣病被害者・支援者連絡会からの依頼を受け、トライグループに内容の訂正を求めた[3]。トライグループは23日付で「水俣病が遺伝するという事実はなく、不正確な表現となったことをおわびの上訂正する」とする文章をホームページに掲載した[4]。

## 広告

### 「家庭教師のトライ」ブランド
- 1999年 - 高橋惠子「自転車先生編」、父の夢編、ともだちの先生編
- 2003年 - 上戸彩「ア・ガール」
- 2006年 - 堀北真希「トライ＠HOME」、井上真央「私はトライでした」
- 2007年 - 「落書き」 - 役員の顔に落書きをする広告に『天才バカボン』のバカボンのパパ、レレレのおじさんが使われた。
- 2009年 - 「特捜最前線」 - 本作の映像に、オリジナルのセリフをあてた（ドラマの演者とは別の声優が吹き替えを担当）CM。
- 2011年 - 「AKB48」
- 2012年 - 「アルプスの少女ハイジ」 - 「教えて!トライさん」キャンペーン広告にオープニング映像などが使われた。

### その他のブランド
- 2013年 - 矢沢永吉「YES MY LOVE」
- 2015年 - テイラー・スウィフト「シェイク・イット・オフ」 - アルプスの少女ハイジの映像も使われた。

### 受賞
- 2012年 - 日テレCM大賞・日テレCM賞
- 2012年 - CM好感度ランキング 第9位（全8,112銘柄中。マスコミ・教育業類 第1位）
- 2014年 - CM好感度ランキング 第5位（全7,697銘柄中。マスコミ・教育業類 第1位）
- 2014年 - 日テレCM大賞・ノミネート
- 2014年 - 全日本シーエム放送連盟 CM FESTIVAL・ACCブロンズ
- 2015年 - 上半期 CM好感度ランキング 第8位（全5,347銘柄中。マスコミ・教育業類 第1位）

### 提供番組
- ZIP!(日本テレビ、隔日8時台)
- シューイチ(日本テレビ、9時台)
- サタデーステーション(テレビ朝日)
- サンデーステーション(テレビ朝日)
- 情報7daysニュースキャスター(TBS)

※2024年8月現在
その他にも1～2か月限定で不定期枠として、数週連続でスポンサーをすることがある。

## テレビ番組
- 日経スペシャル カンブリア宮殿 ニッポンの"教育"手伝います（2009年6月8日、テレビ東京）[5]

## 書籍

### 関連書籍
- 『伸びる子の法則 自ら学ぶ習慣が身につく学習法』（著者:森山真有）（2007年4月23日、PHP研究所）ISBN 9784569690964
- 『トライ式 伸びる子の勉強法 負けず嫌い、おだやか、堅実家、自由奔放…。あなたの子どもはどのタイプ？』（著者:森山真有）（2008年6月10日、ゴマブックス）ISBN 9784777109562
- 『高校入試 トライ式 逆転合格』（ゴマブックス